# Eleição municipal de Uberaba em 2016
A eleição municipal de Uberaba em 2016 foi realizada para eleger um prefeito, um vice-prefeito e 14 vereadores no município de Uberaba, no estado brasileiro de Minas Gerais. Foram eleitos Paulo Piau Nogueira (Movimento Democrático Brasileiro) e Joao Gilberto Ripposati para os cargos de prefeito(a) e vice-prefeito(a), respectivamente. Seguindo a Constituição, os candidatos são eleitos para um mandato de quatro anos a se iniciar em 1º de janeiro de 2017. A decisão para os cargos da administração municipal, segundo o Tribunal Superior Eleitoral, contou com 224 864 eleitores aptos e 48 481 abstenções, de forma que 21.56% do eleitorado não compareceu às urnas naquele turno. 

## Resultados

### Eleição municipal de Uberaba em 2016 para Prefeito
A eleição para prefeito contou com 6 candidatos em 2016: Antônio dos Reis Gonçalves Lerin do Partido Socialista Brasileiro, Simea Aparecida de Freitas do Partido Socialista dos Trabalhadores Unificado, Gledston Moreli da Silva do Partido Pátria Livre, Paulo Piau Nogueira do Movimento Democrático Brasileiro (1980), Wagner do Nascimento Júnior do Partido Trabalhista Cristão, Luiz Renato de Oliveira Gomes do Partido Republicano Progressista (1989) que obtiveram, respectivamente, 34 998, 1 352, 2 341, 75 251, 21 687, 451 votos. O Tribunal Superior Eleitoral também contabilizou 21.56% de abstenções nesse turno.
| Candidato(a)                           | Vice                           | Coligação                                        | Votos recebidos | Percentual |
| -------------------------------------- | ------------------------------ | ------------------------------------------------ | --------------- | ---------- |
| Paulo Piau Nogueira (MDB)              | Joao Gilberto Ripposati        | Somos Todos Uberaba                              | 75251           | 55.3%      |
| Antônio dos Reis Gonçalves Lerin (PSB) | Samir Cecilio Filho            | Compromisso Por Uberaba                          | 34998           | 25.72%     |
| Wagner do Nascimento Júnior (PTC)      | Heleno de Souza Araujo         | Uberaba Pode                                     | 21687           | 15.94%     |
| Gledston Moreli da Silva (PPL)         | Herval Kobayashi Ferreira Neto | O Novo de Verdade para o Bem de Nossa Cidade     | 2341            | 1.72%      |
| Simea Aparecida de Freitas (PSTU)      | José Eustáquio dos Reis        | Frente de Esquerda dos Trabalhadores             | 1352            | 0.99%      |
| Luiz Renato de Oliveira Gomes (PRP)    | Juliano Batista                | Partido Republicano Progressista (sem coligação) | 451             | 0.33%      |

### Eleição municipal de Uberaba em 2016 para Vereador
Na decisão para o cargo de vereador na eleição municipal de 2016, foram eleitos 14 vereadores com um total de 151 157 votos válidos. O Tribunal Superior Eleitoral contabilizou 8 384 votos em branco e 16 842 votos nulos. De um total de 224 864 eleitores aptos, 48 481 (21.56%) não compareceram às urnas.
| Nome                             | Partido político                         | Coligação                                        | Votos recebidos | Percentual |
| -------------------------------- | ---------------------------------------- | ------------------------------------------------ | --------------- | ---------- |
| Franco Cartafina Gomes           | Partido Humanista da Solidariedade (PHS) | A Força Das Ideias                               | 4983            | 3.3%       |
| Denise de Stefani Max            | Partido da República (PR)                | Compromisso e Coragem                            | 4395            | 2.91%      |
| Ismar Vicente dos Santos         | Partido Social Democrático (PSD)         | Uberaba Maior Melhor                             | 4077            | 2.7%       |
| Samuel Pereira                   | Partido da República (PR)                | Compromisso e Coragem                            | 3949            | 2.61%      |
| Almir Pereira da Silva           | Partido da República (PR)                | Compromisso e Coragem                            | 3807            | 2.52%      |
| Edcarlo dos Santos Carneiro      | Partido da República (PR)                | Compromisso e Coragem                            | 3510            | 2.32%      |
| Ruberio Geraldo dos Santos       | Movimento Democrático Brasileiro (MDB)   | Movimento Democrático Brasileiro (sem coligação) | 3282            | 2.17%      |
| Thiago Mariscal dos Santos       | Movimento Democrático Brasileiro (MDB)   | Movimento Democrático Brasileiro (sem coligação) | 3225            | 2.13%      |
| Luiz Humberto Dutra              | Movimento Democrático Brasileiro (MDB)   | Movimento Democrático Brasileiro (sem coligação) | 3009            | 1.99%      |
| Alan Carlos da Silva             | Patriota (PATRI)                         | Patriota (sem coligação)                         | 2926            | 1.94%      |
| Agnaldo Jose da Silva            | Partido Social Democrático (PSD)         | Uberaba Maior Melhor                             | 2742            | 1.81%      |
| Fernando Mendes das Chagas       | Partido Trabalhista Brasileiro (PTB)     | Partido Trabalhista Brasileiro (sem coligação)   | 2040            | 1.35%      |
| Antonio Ronaldo Amâncio de Souza | Partido Trabalhista Brasileiro (PTB)     | Partido Trabalhista Brasileiro (sem coligação)   | 1948            | 1.29%      |
| Cleomar Marcos de Oliveira       | Partido Humanista da Solidariedade (PHS) | A Força Das Ideias                               | 1460            | 0.97%      |